# Nicasius Ellebodius
Nicasius Ellebodius,  más néven Nicasius Casletanus (Cassel, 1535 – Pozsony, 1577) kanonok, orvos.

## Élete
Flandriai származású volt, 1549–1554 között Leuvenben, 1555–1556-ban a római Collegium Germanicumban tanult. 1558-ban Oláh Miklós esztergomi érsek a nagyszombati káptalani iskola tanárának hívta meg, 1560-tól esztergomi kanonok lett. 1561–1571 között a padovai egyetemen filozófiai és orvosi tanulmányokat folytatott; itt került összeköttetésbe a kor számos humanista tudósával, akikkel utóbb levélben tartotta a kapcsolatot. 1571-től Pozsonyban volt Radéczy István püspök orvosa, de emellett Arisztotelész, Arisztophanész és görög grammatikusok műveinek latin fordításával és kommentálásával foglalkozott. Pestisben halt meg. Barátja Istvánffy Miklós latin gyászverset írt halálára, melyet Balásfy Tamás után Kollár Ferenc közölt a Supplem. ad Lambec. commentar. libr. I. 714. l. és ezután lenyomatott Weszprémi.

## Munkái
- Oratio de auctoritate et necessitate Conciliorum, in Synodo dioecesana prouinciali Tyrnaviensi sub Ferdinando I. rege Hung. et Nicolao Olaho, archiepiscopo Strigoniensi mense April. 1561. celebrata, recitata. (Péterffy, Sacr. Conc. Hung. P. II. 135.)
- Nemesii episcopi et philosophi De Natura Hominis Liber vnvs, nunc primum et in lucem editus, et in Latine conversus a Nicasio Ellebodio Casletano. Antwerpiae, 1565. (Elől a görög szöveg, azután E. előszava s a latin fordítás; ujra nyomatott Fell János előszavával, Oxonia 1671; azután is többször kiadatott).
- Kiadta s ajánlással ellátta Dudith András De Calice Laicis permittendo c. beszédét, melyet az a trieszti zsinaton 1562. szept. 5. mondott. (Pádua, 1563.)
- De natura hominis, Antwerpen, 1565. (Nemesziosz görög nyelvű művének latin fordítása.)
- Levelei Verancsics Antalhoz, Padua, 1569. nov. 12. (Monumenta. Scriptores XV. 19. l. és erre válasz 30. l.), van der Mylen Adrianhoz, három Paduában 1570 és 71, kettő Pozsonyban 1572-ben kelt, a Selectae Epistolae Clarorum Virorum. Lugd. Batav., 1617. c. gyűjteményben jelentek meg
- Húsz eredeti, Hugo Grotiushoz írt levele a Bécsi Császári Könyvtárba került; négy levele pedig, melyeket 1565–75-ben Camerarius Fülöp és Joachimhoz írt, megvannak a müncheni könyvtárban.
- Epistulae. Bibliotheca scriptorum medii recentisque aevorum. Series nova (21). Reciti, Budapest. 2024